# Cổ Ninh Già Da
Cổ Ninh Già Da là một trong các thành bang bộ lạc của liên minh Già Da vào thời Tam Quốc Triều Tiên. Lãnh thổ của thành bang này tập trung tại thành phố Sangju, tỉnh Gyeongsang Bắc của Hàn Quốc hiện nay. Truyền thuyết cho rằng một vị vua Thái Tổ là người sáng lập nên Cổ Ninh Già Da, và ông là người được chôn cất trong lăng mộ ở núi Obong tại Hamchang-eup, Sangju.
Một liên minh bằng con đường hôn nhân được hình thành giữa Tân La (đời vua Tân La Pháp Hưng Vương) và Cổ Ninh Già Da vào năm 522. Vì vậy, Cổ Ninh Già Da không tham gia tấn công Tân La (đời vua Tân La Chân Hưng Vương) cùng với liên minh Bách Tế-Đại Già Da vào năm 554. Tuy nhiên, điều này cũng không giúp đem lại lợi ích lâu dài cho thành bang. Theo cả Tam quốc sử ký và Nihonshoki (Nhật Bản thư kỷ), thành bang Cổ Ninh Già Da đã thất bại trước quân đội của Tân La (đời vua Tân La Chân Hưng Vương) vào năm 562, tức là cùng năm mà thành bang Đại Già Da bị quân Tân La tàn phá.
Các thành viên của gia tộc Kim ở Hamchang nhận nguồn gốc của mình là các vị vua của Cổ Ninh Già Da.